# Piet Bromberg
Pieter "Piet" Marie Johan Bromberg (Haag, Nizozemska, 4. ožujka 1917. – Wassenaar, Nizozemska, 27. srpnja 2001.) je bivši nizozemski hokejaš na travi. 
Osvojio je brončano odličje na hokejaškom turniru na Olimpijskim igrama 1948. u Londonu igrajući za Nizozemsku. Odigrao je svih sedam susreta kao napadač.
Igrao je za haaški HHIJC.

## Vanjske poveznice
- Profil na DatabaseOlympics